# Armigeres pallithorax
Armigeres pallithorax är en tvåvingeart som beskrevs av Dong, Zhou och Zhiming Dong 2004. Armigeres pallithorax ingår i släktet Armigeres och familjen stickmyggor. Inga underarter finns listade i Catalogue of Life.